# Greater Manchester East (circonscription du Parlement européen)
Le Greater Manchester East était de 1984 à 1999, une circonscription du Parlement européen centrée sur le Grand Manchester, dans le nord-ouest de l'Angleterre.
Avant l’adoption uniforme de la représentation proportionnelle en 1999, le Royaume-Uni utilisait le système uninominal à un tour pour les élections européennes en Angleterre, en Écosse et au pays de Galles. Les conscriptions du Parlement européen utilisées dans ce système étaient plus petites que les circonscriptions régionales les plus récentes et ne comptaient chacune qu'un seul membre au Parlement européen.

## Limites
De 1984 à 1994, il se composait des circonscriptions du Parlement de Westminster de Ashton-under-Lyne, Cheadle, Denton and Reddish, Hazel Grove, Oldham Central and Royton, Oldham West, Stalybridge and Hyde et Stockport. De 1994 à 1999, il se composait d'Ashton-under-Lyne, Denton and Reddish, Heywood and Middleton, Littleborough and Saddleworth, Oldham Central and Royton, Oldham West, Rochdale et Stalybridge and Hyde.

## Membre du Parlement européen
| Élection                    | Élection | Membre    | Parti        |
| --------------------------- | -------- | --------- | ------------ |
|                             | 1984     | Glyn Ford | Travailliste |
| 1989                        |          | Glyn Ford | Travailliste |
| 1994                        |          | Glyn Ford | Travailliste |
| 1999 circonscription abolie |          |           |              |